# Ilan Wolff
Ilan Wolff (Nahariya, 1955) è un fotografo israeliano.
(Ilan Wolff)

## Biografia
Dal 1976 al 1977 Wolff ha lavorato per la rivista Graphic Designer. Dal 1978 al 1981 è stato responsabile del Dipartimento di Fotografia del NB School of Design di Haifa. Negli anni successivi, fino al 1997, la sua attività fotografica può essere definita freelance in varie città del mondo: Amsterdam, New York, Parigi, grazie ad una borsa di studio da parte della Kodak per scattare foto dei grattacieli con il foro stenopeico.
Ha realizzato numerose mostre personali e collettive. Le sue fotografie sono state esposte nei più prestigiosi musei e teatri di tutto il mondo: la Biblioteca nazionale di Francia di Parigi, il Museo d'arte di Tel Aviv, il Museo di Belle Arti di Long Island a New York, il Musée de l'Elysée in Svizzera, il Victoria and Albert Museum di Londra, Museo de Bellas Artes di Siviglia e molti altri.
Durante il Mois de la Photo di Parigi espone alla Galerie de la Cité Internationale des Arts (2000). Le sue foto sono state esposte nella mostra di fotografia stenopeica più importante esposta in Europa fino a quel momento e raccoglieva i maggiori fotografi del pianeta: Senza Obiettivo, International Exhibition of Pinhole Photography, tenutasi a Siena presso il Santa Maria della Scala, nell'ambito dell'XI edizione del Festival Visionaria, curata da Alessandro Mlach e Mauro Tozzi, con la partecipazione ed i testi in catalogo di Omar Calabrese, Fabio Amodeo e Dominique Stroobant.
Dal 1993 Wolff insegna in vari workshop, in Europa e in America, la tecnica della camera obscura. Oltre ad insegnare la tecnica specifica, egli mostra come un uso creativo di questo genere fotografico, sperimentando oggetti di vario genere da utilizzare quali "fotocamere", possa produrre immagini su superfici precedentemente preparate con emulsioni fotografiche, senza tralasciare eventuali scopi artistici e commerciali delle immagini così ottenute.
Dal 2010 vive in Andalusia, Spagna.

## Tecnica
La sua ricerca fotografica ed artistica è orientata nella creazione attraverso tecniche stenopeiche con grandi barattoli e scatole di ogni genere. A partire dal 2004 usa il suo furgone e la sua casa per creare immagini di grande formato. Crea immagini anche con buche scavate per terra, ortaggi come i peperoni e perfino utilizzando esclusivamente la luce della Luna.
Di fronte ad una frenetica innovazione tecnologica e digitale, Wolff mostra una particolare attenzione agli aspetti naturali, cioè cercando di coinvolgere il più possibile la natura nel processo di creazione dell'immagine. Per questo motivo, nel suo lavoro, evita di usare, per quanto possibile, l'uso di macchine ed elementi meccanici e digitali. Egli afferma che "abbiamo solo bisogno di immaginazione. Tutti possono fare fotografie originali e fantastiche senza fare eccessivo affidamento ai progressi tecnologici".
Nel corso degli anni, a partire dal 2004, Wolff sperimenta nuove tecniche come ad esempio il calore, cioè immagini prodotte senza l'uso della luce, e i famosi Lunagrammi, grandi immagini che sfruttano unicamente la luce della Luna.

## Collezioni permanenti
- Kodak Collections, Rochester, U.S.A.
- Bibliothèque Nationale, Paris, France.
- Victoria and Albert Museum, London, England.
- Museum für Kunst und Gewerbe, Hambourg, Germany.
- Ministère de la Culture, (minister of culture), Paris, France.
- Musée Carnavalet (museum), Paris, France.
- Maison Européenne de la Photographie (Photo museum of Paris), Paris, France.
- "Gunter Sachs" collection, Munchen, Germany.
- Musée Nicéphore Niepce (Museum), Chalon-sur-Saône, France
- Collection Johanson & Johanson Company, New York, U.S.A.
- Artothèque (city archives), Toulouse, France
- Musée de l’Elysée (Museum of LÈysee), Lausanne, Switzerland
- C.A.F. (center photography of Andalusia), Almeria, Spain
- Museum of the city of Grunberg, Grunberg, Germany
- Caja Segovia (the bank of Segovia), Segovia, Spain

## Pubblicazioni
- Architecture et Grand Travail, R.M.N. Edition, Paris, France (1997)
- Paris sous l’Objectif 1885-1994, Editions Hazan, Paris, France (1998)
- Le siecle du corps - photographies 1900-2000, Museum de l’Elysée, Lausanne, Switzerland (2000)
- Photography Antiquarian Avant-Garde/Abrams, New-York, U.S.A. (2002)
- Photographic Possibilities, Robert Hirsch, Focal Press, U.S.A. (2009)
- The Edge of Vision - The rise of Abstraction in Photography, Lyle rexer, Aperture edition, New York, U.S.A. (2009)
- The Magic of Photography, University of Jaen, Spagna (2010)
- Andalucia estenopeica, Centro Andaluz de la Fotografía (2015)